# Arte rupestre de Terras de Pontevedra

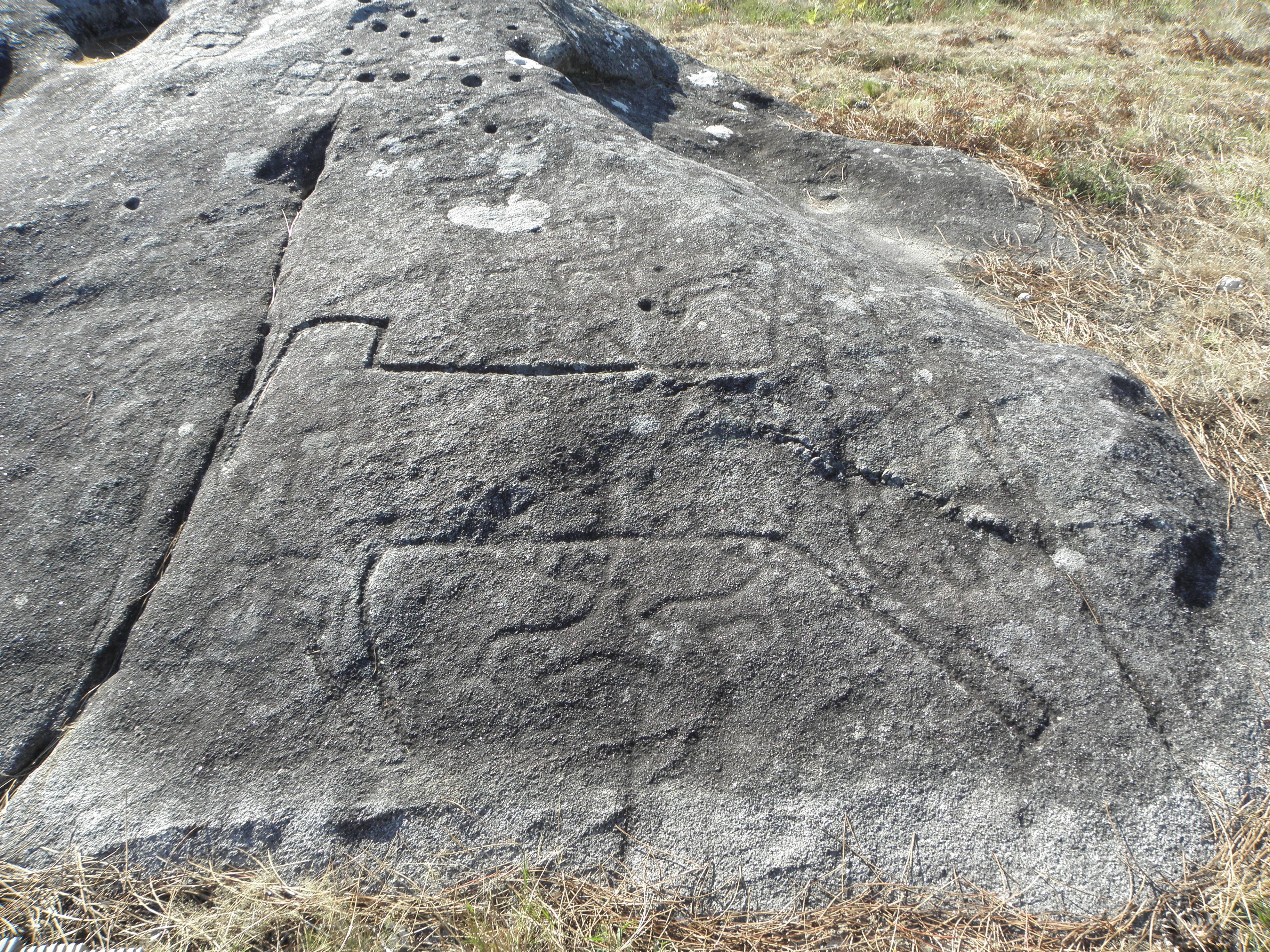
Uno de los petroglifos situados en Laxe da Forneiriña (Campo Lameiro)

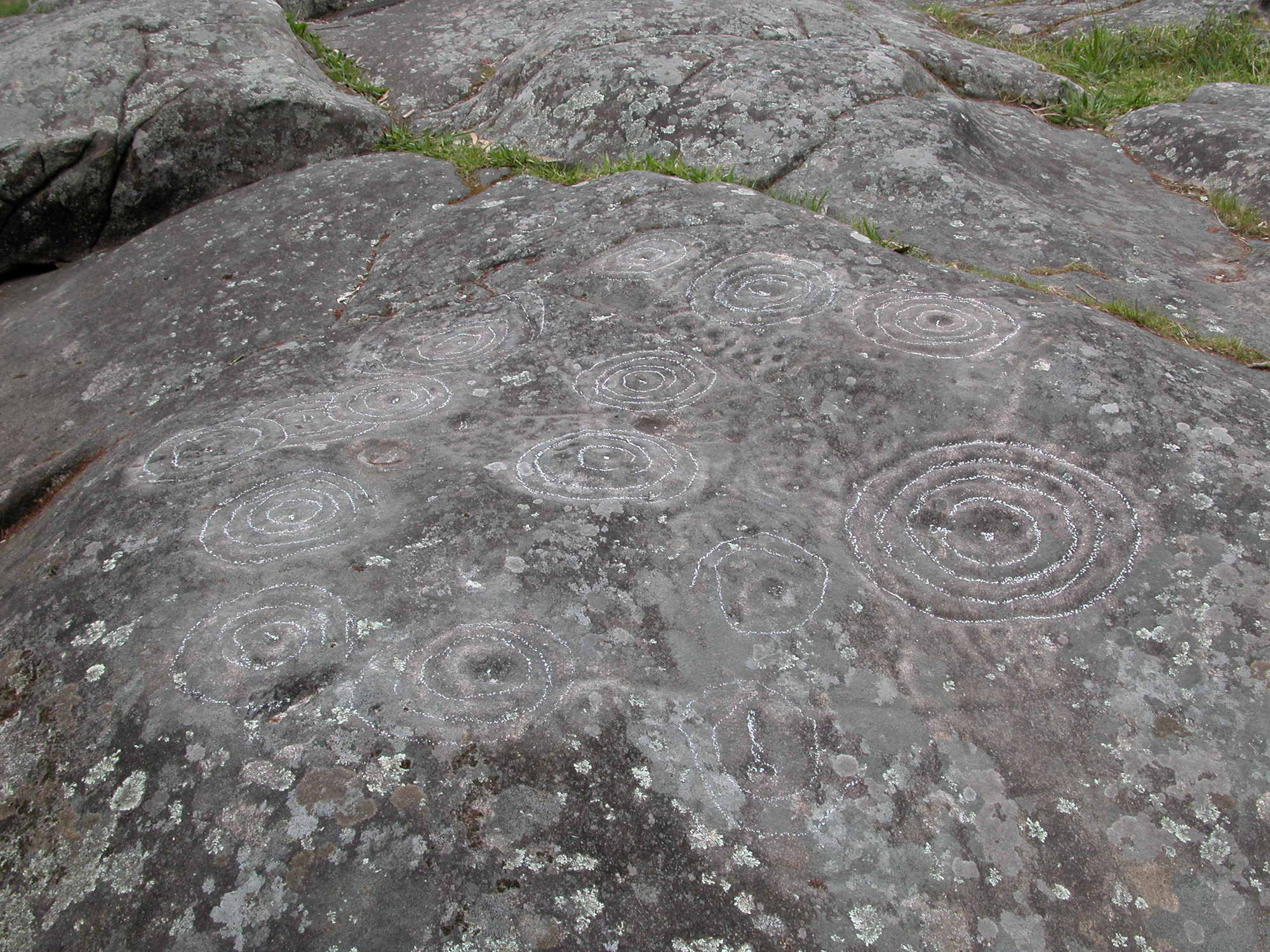
Petroglifos de Mogor

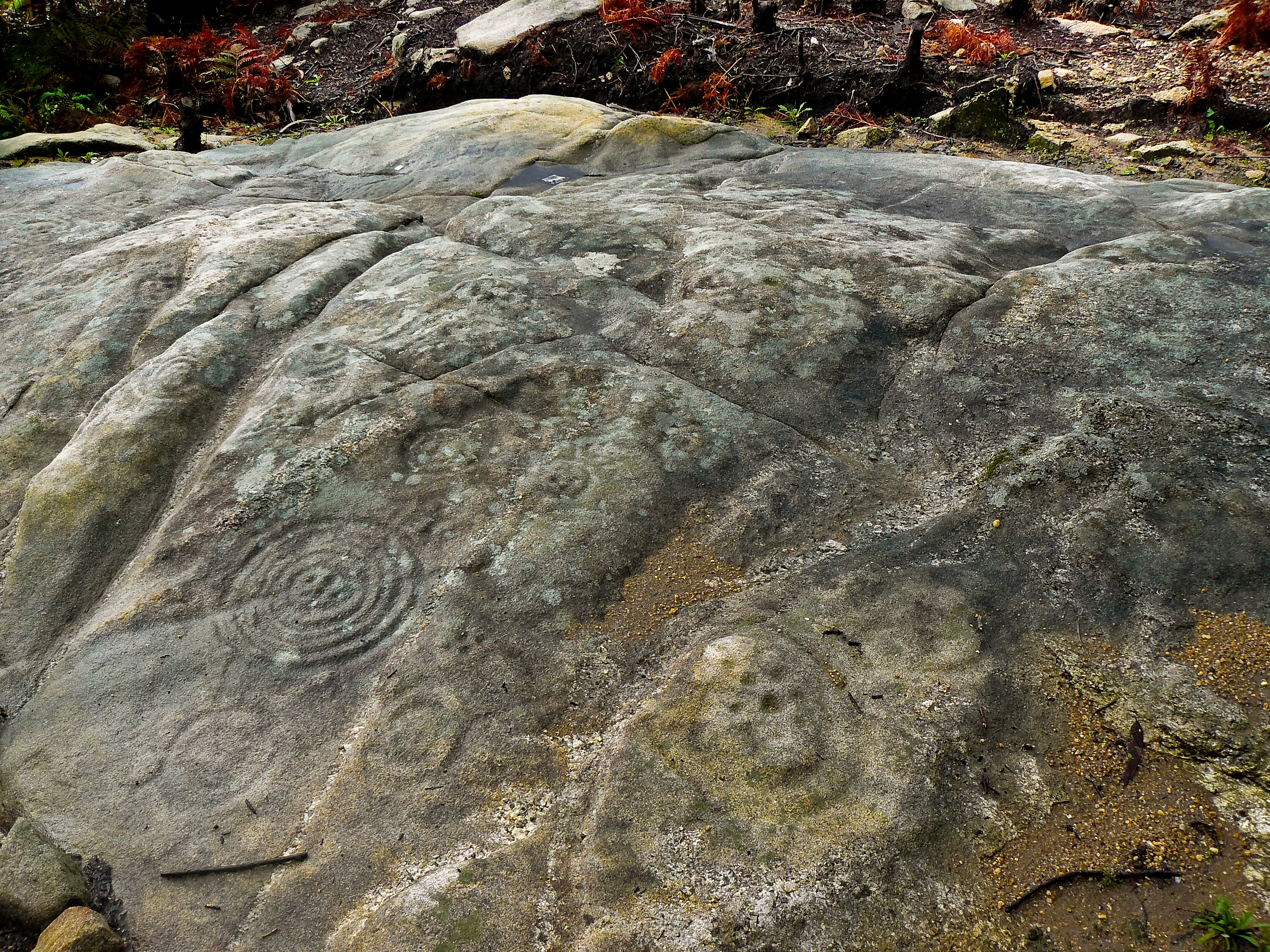
Pedra Grande de Montecelo (Poyo)

El conjunto del arte rupestre de Terras de Pontevedra es un conjunto de yacimientos y vestigios de arte prehistórico situados en el noroeste de la península ibérica, concretamente en la parte central de la provincia de Pontevedra, una zona que destaca por la elevada presencia de este tipo de manifestaciones artísticas, una de las mayores concentraciones de arte rupestre tanto de España como de toda Europa.
Su denominación alude a la mancomunidad de ayuntamientos que forman los municipios de Pontevedra, Campo Lameiro, Barro, Cotobade, Marín, Poyo, Pontecaldelas y Vilaboa, todos ellos situados en el ámbito de influencia de la capital de la provincia. En todos ellos existen numerosos vestigios que se remontan al Neolítico y al Megalítico lo que, sumado a los restos de arte castrense y romano, ofrecen una gran oferta cultural y patrimonial.
Son múltiples los petroglifos que podemos encontrar en las colinas de Campo Lameiro, Barro, Cotobade, Marín, Poyo, Pontecaldelas, Pontevedra y Vilaboa; además de los sepulcros megalíticos y los castros que se alzan en todo el territorio que ocupa la mancomunidad. Algunos de estos conjuntos, como los situados en Campo Lameiro, Mogor (Marín) o Poyo, están declarados como Monumento Histórico Artístico.

## Características
Los petroglifos son grabados rupestres prehistóricos que, en Galicia, integran el denominado Grupo Galaico de Arte Rupestre al aire libre y representan un fenómeno cultural único, por su interés como documento histórico, sus valores estéticos y su originalidad. Aparecen principalmente en un territorio bien definido, las Rías Bajas, y también es significativo el tipo de roca en la que aparecen: el granito.
Los investigadores han llegado al consenso de que los petroglifos de Terras de Pontevedra fueron realizados al final de la época neolítica, en la transición entre la Edad del Cobre y la Edad del Bronce, es decir entre el 3.000 y el 2.000 A.C. Es una de las máximas expresiones artísticas realizadas por las primeras comunidades de aldeanos que se asentaron en Galicia y que tiene, en el conocido como valle del Lérez, gran parte de sus principales referencias.
La temática de los grabados situados en Terras de Pontevedra es variada. Se pueden dividir en dos grandes grupos: el naturalista, donde se representan tanto figuras antropomórficas y utensilios de caza como animales (especialmente cérvidos, caballos o serpientes) y huellas; y el geométrico, donde predominan fundamentalmente formas y dibujos abstractos como cazoletas, combinaciones circulares, laberintos o espirales.

## Localización
El conjunto del arte rupestre de Terras de Pontevedra abarca yacimientos en cada uno de los ayuntamientos que forman esta mancomunidad: Campo Lameiro, Barro, Cotobade, Marín, Poyo, Pontecaldelas, Pontevedra y Vilaboa. Los petroglifos que se encuentran en estos municipios aparecen, en su gran mayoría, sobre rocas de granito, generalmente situadas en montes de altitud baja y media y en zonas cercanas a la costa. También es destacable la conservación de numerosos vestigios funerarios prehistóricos como dólmenes y túmulos.

### Lugares de interés
- Parque Arqueológico de Campo Lameiro
- Conjunto de grabados rupestres de Fentáns (Cotobade)
- Petroglifos de Mogor (Marín), conocidos popularmente como Laberintos de Mogor
- Área arqueológica de A Caeira (Poyo)
- Área arqueológica de Tourón (Pontecaldelas)
- Conjunto megalítico de Chan de Castiñeiras (Vilaboa)